# Antonio Álvarez Solís
Antonio Álvarez Méndez (Madrid, 18 de juliol de 1929 - 30 de març de 2020), més conegut com a Antonio Álvarez Solís, fou un periodista espanyol.

## Biografia
Encara que va néixer a Madrid, es considerava de Mieres (Astúries). Va estudiar Dret a Barcelona i a Santiago de Compostel·la. Va residir durant més de quaranta anys a Catalunya, on va iniciar la seva vida professional a La Vanguardia, de la qual va arribar a ser redactor en cap als vint-i-set anys. S'ha apuntat que va ser secretari de Felipe Acedo Colunga, governador civil franquista de Barcelona entre 1951 i 1960, si bé ell negava qualsevol afinitat amb la dictadura –es declarava nítidament antifranquista– i explicava que havia estat auxiliar de secretaria per a la Protecció Social gràcies a una carta de recomanació d'un redactor veterà de l'ABC que era amic del seu pare.
Més tard va ser director fundador de la revista Interviú i un dels fundadors de Por favor, signant-ne la tercera pàgina fins a la desaparició de la revista. Va fundar i va dirigir Economia Mediterránea i dues revistes de gastronomia i turisme. Com a conseller editorial del Grup Zeta, va col·laborar en la sortida d'El Periódico de Catalunya. Va ser també col·laborador en tertúlies de diverses televisions i emissores de radi d'àmbit estatal i autonòmic com TVE, RNE, COPE, Onda Cero, Radio Miramar, SER, EITB i Radio Euskadi durant diversos anys. Va treballar amb María Teresa Campos, Luis del Olmo, Iñaki Gabilondo i Carlos Herrera, entre d'altres, i sovint publicava articles als diaris bascos Egin i Gara.
Es va pronunciar clarament a favor del dret a l'autodeterminació i de la independència de Catalunya i del País Basc, que considerava les nacions més avançades de l'Estat espanyol. Ideològicament situat a l'esquerra, el 1986 va encapçalar la llista del Partit dels Comunistes de Catalunya al Senat per la circumscripció de Barcelona, amb la qual va obtenir 45.608 vots. A les eleccions municipals de 2011 va tancar la llista a l'Ajuntament de Bilbao per la candidatura de l'esquerra abertzale Bildu.

## Obra publicada
- Qué es el búnker.  Barcelona: La Gaya Ciencia, 1976. ISBN 9788470809514.
- Diversos Autors. Divorcio, recta final.  Barcelona: Ediciones Actuales, 1977. ISBN 8485286685.
- El año que va a pasar.  Bitácora, 1990. ISBN 9788486832650.
- Diversos Autors. Verte desnuda.  Madrid: Temas de Hoy, 1992. ISBN 9788478801558.
- Jóvenes de corazón: la utilidad de la vejez.  Barcelona: Martínez Roca, 2000. ISBN 9788427025448.
- Cartas a Euskadi: dos años en el micrófono.  Madrid: Foca, Ediciones y Distribuciones Generales, 2003. ISBN 9788495440419.
- Horas sin tiempo.  Bilbao: Euskal Irrati Telebista (EITB), 2007. ISBN 9788493600556.
- Así veo Euskal Herria.  Gara, 2009. ISBN 9788495663894.
- Mujeres, ultramarinos y coloniales.  Txalaparta, 2010. ISBN 9788481365856.
- Crisis del periodismo: la información y la calle.  Nafarroa: Erein, 2012. ISBN 9788497467445.
- Él, historia de una amistad.  Círculo Rojo, 2017. ISBN 9788491608585.